# Artur Ivens Ferraz
Pour les articles homonymes, voir Ferraz et Ivens.
Le général Artur Ivens Ferraz (ɐɾtuɾ ajvɐʃ fɨʁaʃ), né à Lisbonne le 1er septembre 1870 et mort à Lisbonne le 16 janvier 1933, est un militaire et homme d'État portugais. 
Il sert dans le Corps expéditionnaire portugais durant la participation portugaise à la Première Guerre mondiale, en France. Il est plus tard, gouverneur général du Mozambique, ministre du Commerce, des Colonies et des Finances. Il est aussi Premier ministre du 8 juillet 1929 au 21 janvier 1930. Il occupe ensuite le poste d'administrateur général de l'armée et chef des forces armées.

## Distinctions
- Chevalier de l'ordre de Saint-Grégoire-le-Grand